# Mon amour (песня Слимана)
«Mon amour» — песня французского певца Слимана (настоящее имя Слиман Небчи), выпущенная 8 ноября 2023 года лейблом Noé Music. Композиция была выбрана в качестве представителя Франции на конкурсе песни «Евровидение-2024» в Мальмё, Швеция, где заняла 4-е место в финале, набрав 445 баллов: 218 от жюри и 227 от телезрителей.

## Общая информация
- Название: Mon amour
- Исполнитель: Слиман
- Дата выпуска: 8 ноября 2023
- Жанр: французская поп-музыка
- Язык исполнения: французский
- Длительность: 3:00
- Лейбл: Noé Music
- Авторы: Слиман Небчи, Яаков Салах, Меир Салах
- Продюсеры: Яаков Салах, Меир Салах
- Альбом: Essentiels (сборник лучших песен)

## Участие в «Евровидении-2024»
8 ноября 2023 года France Télévisions объявила о внутреннем выборе Слимана в качестве представителя Франции на «Евровидении-2024». Песня была представлена в тот же день в эфире вечернего выпуска новостей на телеканале France 2.
Франция, как часть «большой пятёрки», автоматически попала в финал конкурса. Слиман выступил под 25-м номером. Его сценическое выступление отличалось минимализмом: белый костюм, затемнённая сцена с белым дымом и вставка а капелла. Во время одной из репетиций он прервал исполнение, чтобы обратиться к зрителям с призывом к миру, что получило широкое освещение в СМИ.

## Коммерческий успех
После конкурса «Mon amour» достигла значительного коммерческого успеха. Сингл занял первое место в чартах Люксембурга и Греции, вошёл в топ-5 во Франции, Бельгии и Швейцарии, а также получил платиновый статус во Франции. На Spotify песня собрала более 1,8 миллиона прослушиваний за первые сутки после финала.

## Критика
Отзывы критиков были в основном положительными. Отмечались мощный вокал Слимана и эмоциональная глубина песни. Некоторые обозреватели называли композицию слишком «французской» по стилю, но это не повлияло на её популярность. На платформе Wiwibloggs песня получила среднюю оценку 7,17/10 и заняла 13-е место по версии фанатов.